# Шарл Кро
Шарл Кро (на френски: Charles Cros) е френски учен, поет и писател и изобретател.
Като изобретател, Кро се интересува от предаването изображения чрез телеграф и правенето на цветни снимки. Той е първият човек, който открива метод за възпроизвеждане на записан звук – изобретение, което той нарича палеофон. Преди да успее да разработи работещ модел обаче, Томас Едисън го изпреварва и представя първия работещ фонограф.
През 1869 г. публикува теория на цветното фотографиране, в която предлага дадена сцена да се фотографира чрез стъклени филтри, оцветени в зелено, оранжево и виолетово.

## Поеми
- Le Coffret de santal (1873)
- Plainte (1873)
- Le Fleuve (1874)
- La Vision du Grand Canal des Deux Mers (1888)
- Le Collier de griffes (издадена посмъртно, 1908)